# Gasometer Fichtestraße
Der Gasometer Fichtestraße gehörte ursprünglich zu einem Ensemble aus vier Gasbehältern, der Gasbehälter-Station Fichtestraße. Der Bau von 1883–1884 ist der älteste erhaltene Gasometer in Berlin und von den erhaltenen der einzige aus Mauerziegeln errichtete. Im Zweiten Weltkrieg wurde er zu einem Luftschutzbunker umgebaut. Im September 2006 verkaufte der Liegenschaftsfonds des Landes Berlin das Gebäude an private Investoren, die bis zum Frühjahr 2010 auf dem Dach des Gasometers Wohnungen errichten ließen. Das Bauwerk und die Nebengebäude (Regulierungshaus, Wohnhaus) stehen unter Denkmalschutz.

## Geschichte

Lageplan der Gasbehälter, Stand 1897

Bereits 1826 hatte die Imperial Continental Gas Association an der Gitschiner Straße westlich der Prinzenstraße ein Gaswerk errichtet, das als englische Gasanstalt bekannt war. Nachdem es zu Unstimmigkeiten mit diesem Unternehmen über den Ausbau des Versorgungsnetzes und die Preisgestaltung gekommen war, wurde 1844 ein städtischer Gasbetrieb gegründet, der die Versorgung der gasbetriebenen Straßenlaternen übernehmen sollte. Die II. Städtische Gasanstalt wurde ebenfalls an der Gitschiner Straße, aber östlich der Prinzenstraße errichtet und ging 1847 in Betrieb. Zum Ausgleich der im Tagesverlauf schwankenden Gasnachfrage wurden Gasometer als Speicherbehälter vorgesehen.
Mit dem steigenden Gasbedarf in der zweiten Hälfte des 19. Jahrhunderts reichte die Lagerkapazität im städtischen Gaswerk Gitschiner Straße nicht mehr aus und Erweiterungsmöglichkeiten standen auf dem Gelände nicht zur Verfügung. Deshalb wurde 1873 ein Gelände zwischen Fichtestraße und Camphausenstraße (heute Körtestraße) erworben und 1874 mit dem Bau von vier Gasbehältern begonnen. Diese gingen in den Jahren 1876, 1884, 1887 und 1899 in Betrieb. Mit fortschreitender Zeit wurden immer größere Gasbehälter errichtet. Der erste Behälter von 1876 wies eine Kapazität von 29.400 Kubikmetern auf, der zweite eine von 30.000 Kubikmetern, der dritte von 37.500 Kubikmetern und der vierte von 47.000 Kubikmetern. Nach dem kompletten Ausbau stand an der Gasbehälterstation Fichtestraße somit eine Lagerkapazität von 143.900 Kubikmetern Gas zur Verfügung. Das heute erhaltene Bauwerk ist der zweite Gasbehälter von 1884.
Der Gasbehälter II weist einen Durchmesser von 56 Metern, eine Traufhöhe von 21 Metern und einer Gesamthöhe (inklusive Stahlkuppel) von 27 Metern auf. Die backsteinerne Ummauerung sowie die Stahlkuppel folgen dem Typenentwurf für die städtischen Berliner Gaswerke von Johann Wilhelm Schwedler. Die Ausführung oblag dem technischen Dirigenten der städtischen Gaswerke Eugen Reissner. Das Erscheinungsbild des Baus wird durch die orangegelben Verblendziegel bestimmt, wobei gliedernde Elemente mit roten Ziegeln ausgeführt wurden. Die Zylinderfläche des Baues, die sich oberhalb der Futter- und Basismauerung anschließt, hat zwei Rundbogen-Fensterreihen und Gesimse erhalten und wird durch einen Rautenfries aus weißen und schwarzen Glasursteinen abgeschlossen. Gekrönt wird das Bauwerk von einer Stahlfachwerkkuppel, einer sogenannten Schwedlerkuppel. Der innen liegende, nicht mehr vorhandene Gasbehälter war als zylindrischer Teleskopbehälter ausgeführt.

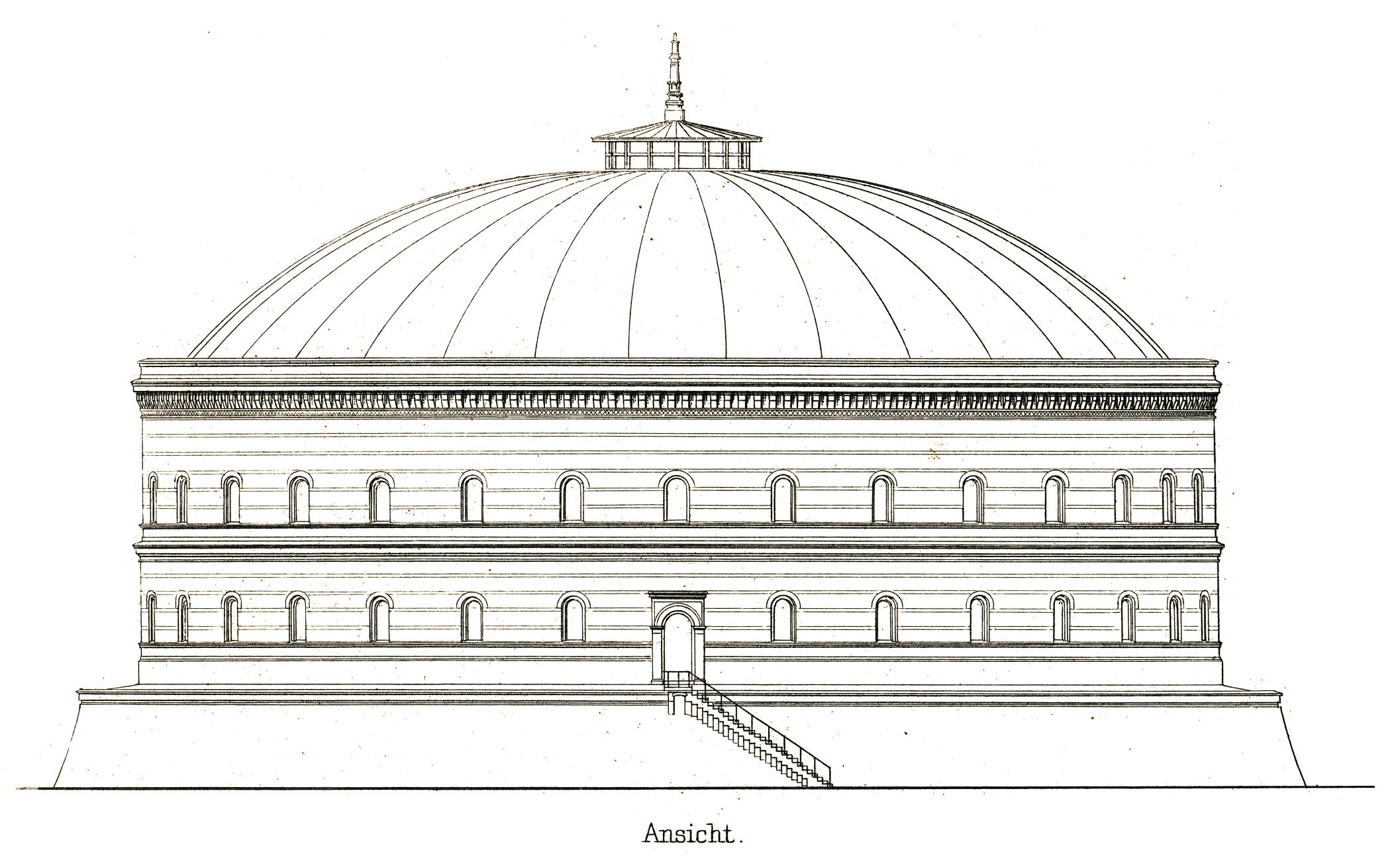
Ansicht
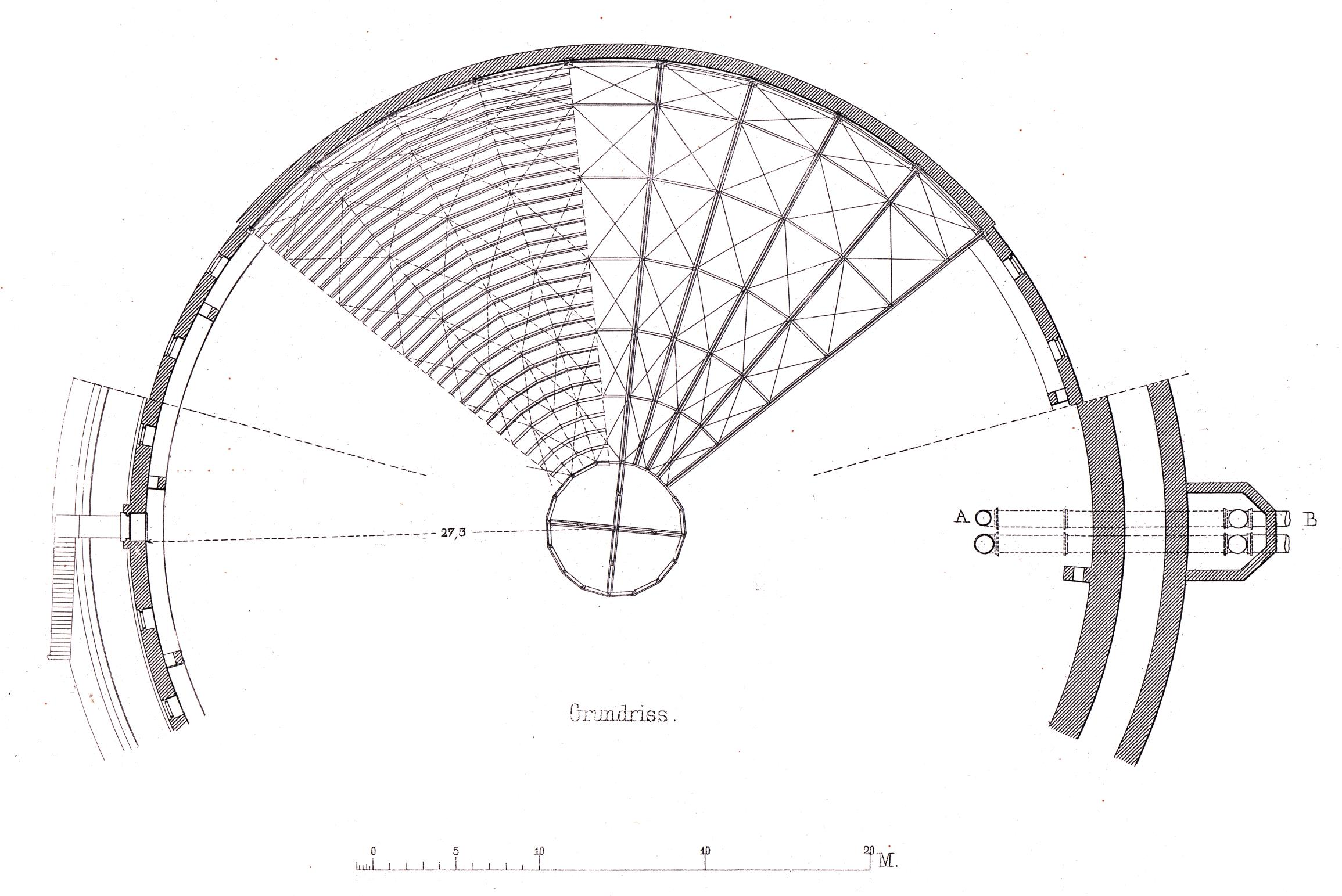
Grundriss
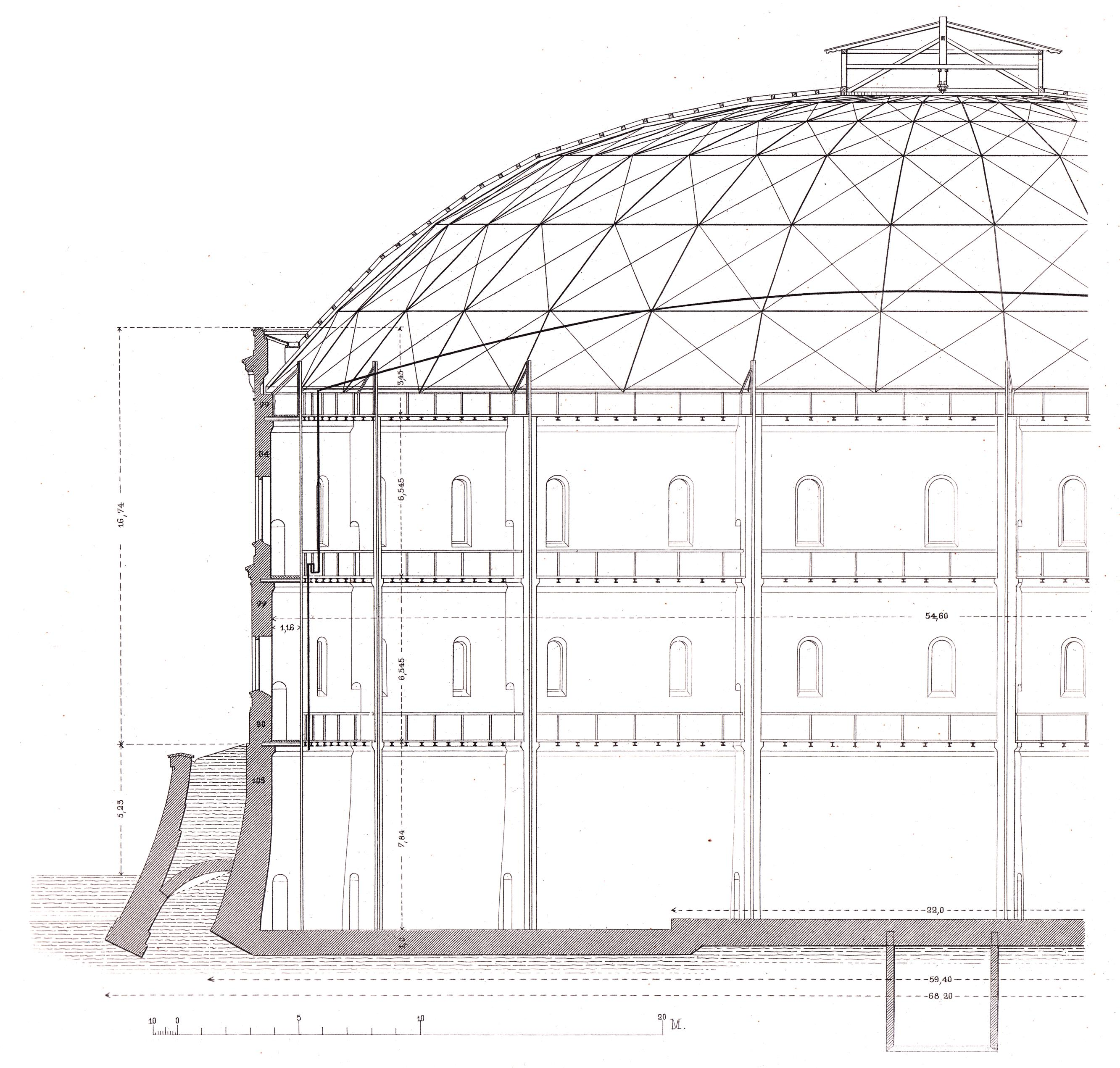
Schnitt

Nachdem das Gaswerk Gitschiner Straße 1922 stillgelegt wurde, wurden die Gasbehälter der Station Fichtestraße vom Gaswerk Neukölln aus befüllt. 1937 wurden die Gasbehälter I und II außer Betrieb genommen.
1940–1941 wurde der Gasometer II durch den Generalbauinspektor für die Reichshauptstadt zum Hochbunker umgebaut. Die Ausführung erfolgte durch die Siemens-Bauunion, die überwiegend Kriegsgefangene und Zwangsarbeiter einsetzte. Hierfür wurde der Gasbehälter ausgebaut und die Backsteinfassade diente als Schalung für die Betonierung. Der Bunker erhielt 1,8 Meter dicke Wände und eine drei Meter dicke Decke aus Stahlbeton. Im Inneren des Bunkereinbaus entstanden auf sechs Etagen etwa 750 kleine Schutzräume. Die Erschließung der Räume erfolgte über zwei ringförmige und fünf radiale Flure auf jeder Etage. Die entstandenen etwa 6000 Plätze im Bunker sollten ursprünglich Familien vorbehalten sein („Mutter-und-Kind-Bunker“). Der Bunker war mit einem aufwändigen Belüftungssystem ausgestattet. Zur Notstromversorgung wurde ein Deutz-Schiffsdieselmotor bereitgestellt, der heute noch vorhanden ist und bei Führungen in Betrieb gesetzt werden kann. Äußerlich veränderte sich der Gasspeicher dahingehend, dass der Futtermauerring abgebrochen und im Erdgeschossbereich vor den Zugängen zur Anlage große Schleusenbereiche aus Beton vorgesetzt wurden.
Während des Zweiten Weltkriegs wurde der Bunker teilweise mit bis zu 30.000 Personen belegt. Im Keller wurden zudem Zellen eingerichtet, in denen aus nahe gelegenen Polizeirevieren Gefangene während alliierter Luftangriffe untergebracht wurden. Im Februar 1945 wurde der Bunker bei Luftangriffen an der Außenhülle leicht beschädigt, die drei umliegenden Gasspeicher jedoch weitgehend zerstört (die Reste wurden 1951 gesprengt). Am 27. April 1945 nahmen sowjetische Truppen den Bunker ein.

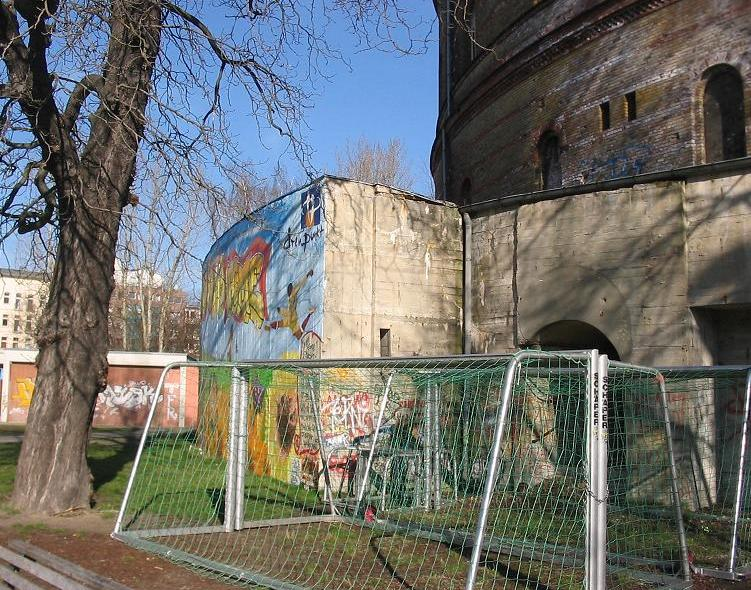
Fichtebunker an den Sportplätzen der Körtestraße

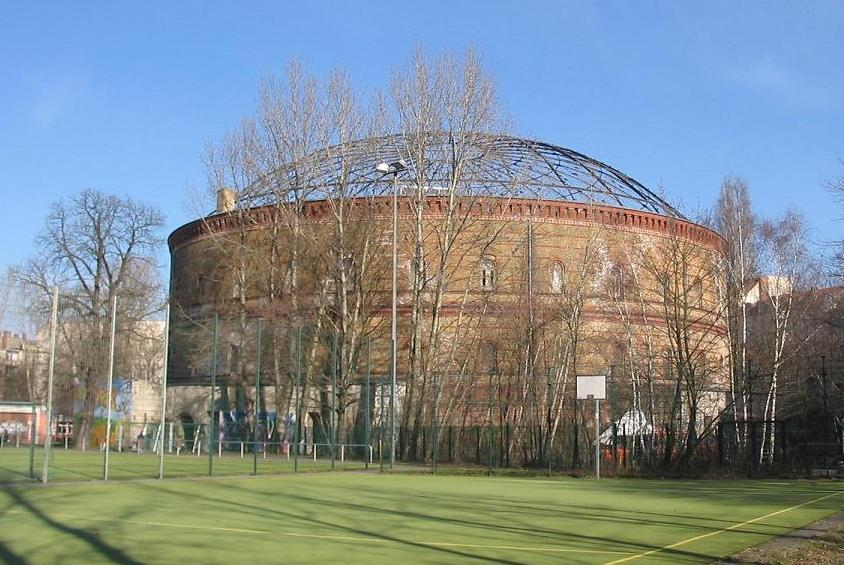
Fichtebunker

Nach dem Krieg diente der ehemalige Gasometer zunächst als Flüchtlingsheim und Lager für Care-Pakete, später als Altenheim, dann als Jugendarrestanstalt und anschließend als Obdachlosenasyl, das Kammern für 2,50 Mark pro Nacht an Bedürftige vermietete. Nach der Schließung der Notunterkunft aus hygienischen Gründen im Jahr 1963 nutzte die Stadt das Bauwerk bis 1988 zur Lagerung eines Teils der Senatsreserve. Nach der Auflösung der Senatsreserve stand das Bauwerk ab 1990 leer.
Im Jahr 1991 wurde der nun leerstehende Bau unter Denkmalschutz gestellt. 1996 wurde auf der Suche nach einer Nutzung für das Gebäude vom Bezirksamt Kreuzberg ein Planungsbüro mit der Erstellung von Nutzungsvarianten beauftragt. Vorschläge des beauftragten „Ateliers 36“ waren ein Energiespeicher, eine Bibliothek, eine Mischung aus Kunst und Wohnen, ein Jugendhotel sowie eine Sporthalle. Keine der Varianten konnte umgesetzt werden, weshalb der Bezirk Kreuzberg fortan einen privaten Investor suchte.
Ein Investor, der aus dem Gasometer ein Hotel entwickeln wollte, sprang wegen der Kosten (allein für die Entkernung plante man damals 7,5 Mio. DM ein) wieder ab. 2003 interessierte sich der Bund der Vertriebenen für den Bunker, um dort ein „Zentrum gegen Vertreibung“ einzurichten. Dieses Projekt stieß im politisch eher links orientierten Umfeld auf erheblichen Widerstand und auch das Bezirksamt sprach sich deutlich gegen diese Nutzung aus.

## Dachwohnungen

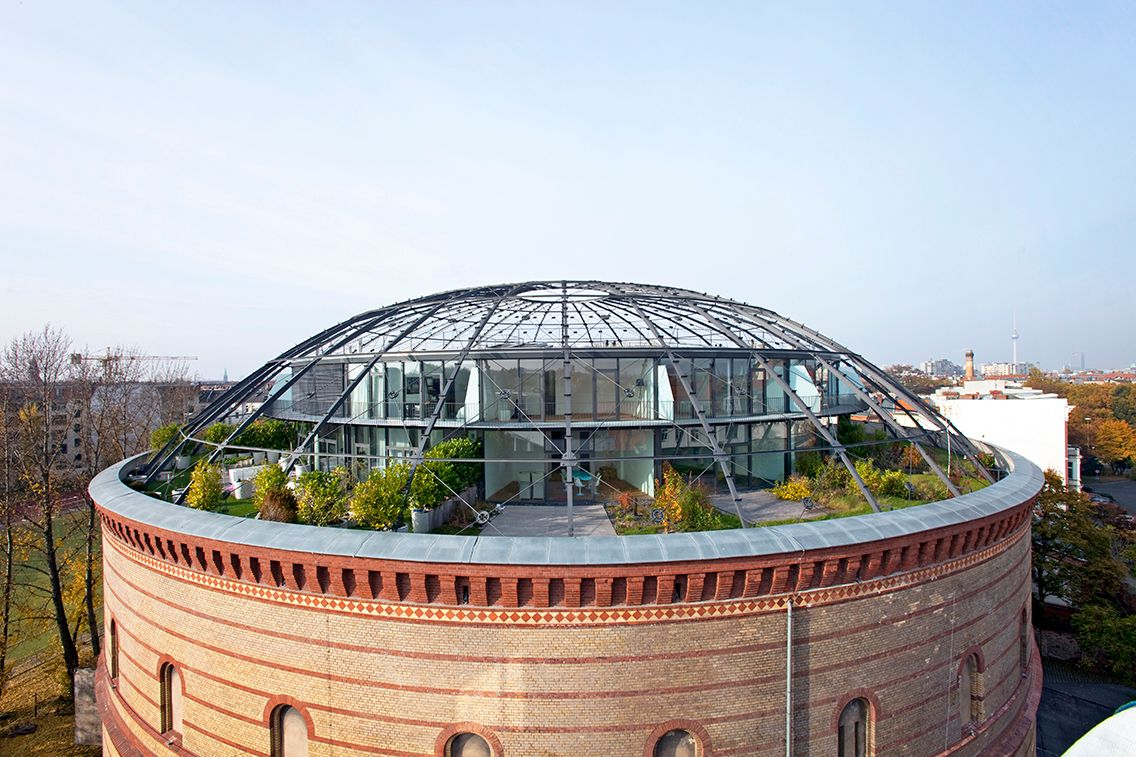
Dachwohnungen

Im September 2006 verkaufte der Liegenschaftsfonds des Landes Berlin den Rundbau mit rund 8000 Quadratmetern Fläche an die Projektentwicklung speicherWerk Wohnbau GmbH. Die Investoren ließen 2007 bis 2009 unter der Stahlkuppel auf der obersten Bunkerdecke 13 hochwertig ausgestattete Eigentumswohnungen errichten. Die Entwürfe hierfür fertigte der Architekt Paul Ingenbleek. Die Wohnungen gehen jeweils über zwei Etagen, verfügen über eine „gehobene Ausstattung“ und einen Dachgarten. Die Größe der Wohnungen liegt zwischen 150 und 300 Quadratmeter. Zur Erschließung der Wohnungen wurde auf der Nordseite des Gasometers ein Aufzugs- und Treppenturm errichtet, der über eine Brücke mit dem Gasometer verbunden ist.
Als Blockrandbebauung entstand auf dem Gelände des ehemaligen Gasbehälter-Anstalt ein Wohnhaus mit zwölf Wohnungen.
Die hochwertigen und -preisigen Neubauten führten zu Protesten der benachbarten Anwohner, die eine negative Veränderung der Sozialstruktur befürchteten.

## Besichtigung
Der Bunker ist im Rahmen von Führungen des Vereins Berliner Unterwelten zu besichtigen.